# Waggonfabrik Fuchs

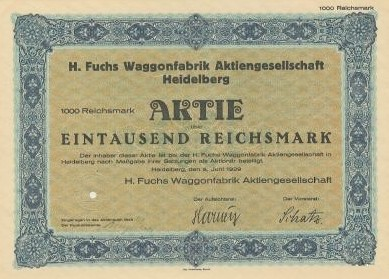
Aktie der Waggonfabrik

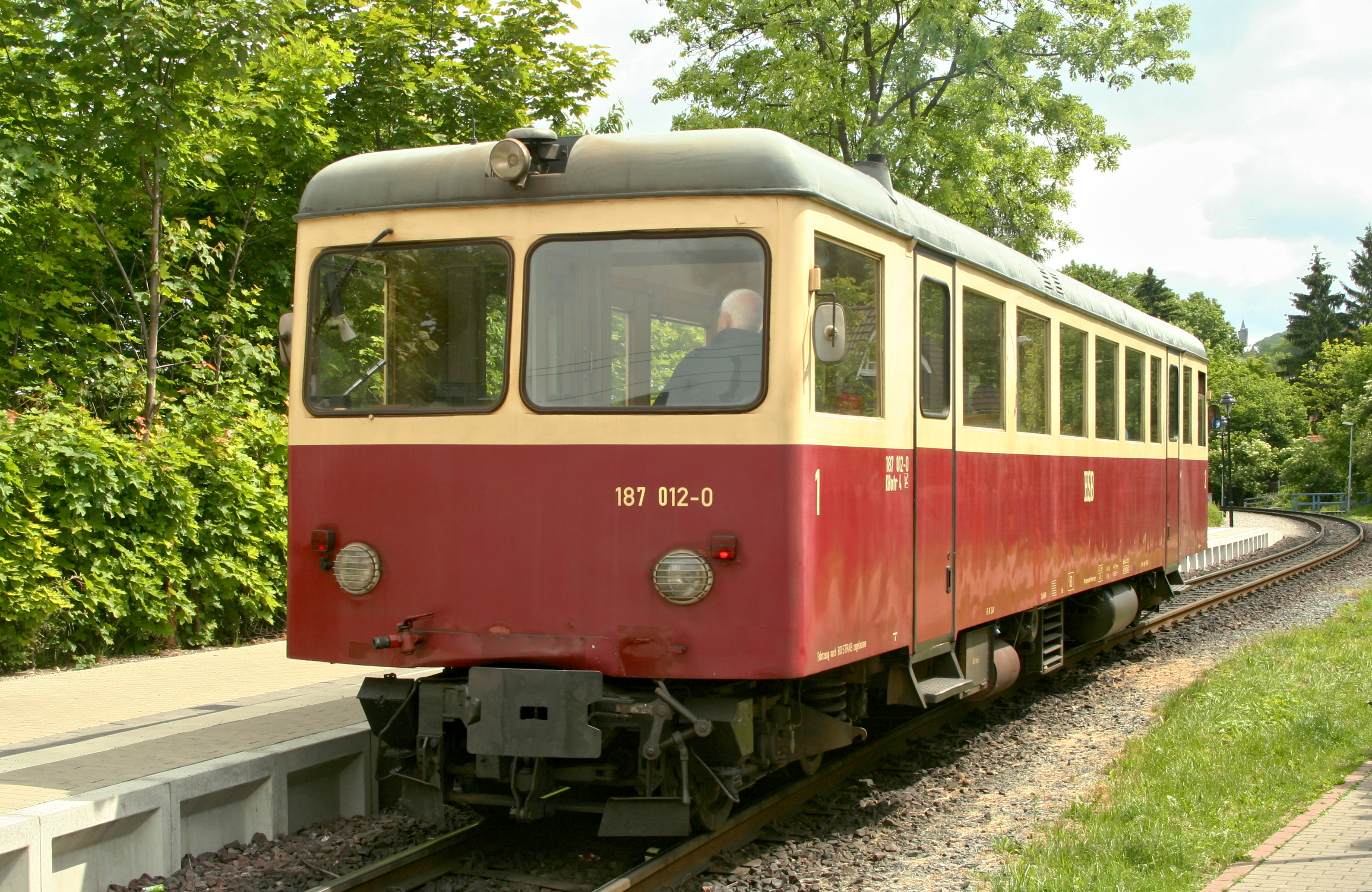
Fuchs-Triebwagen 187 012, Baujahr 1955, im Hp Wernigerode Hochschule Harz

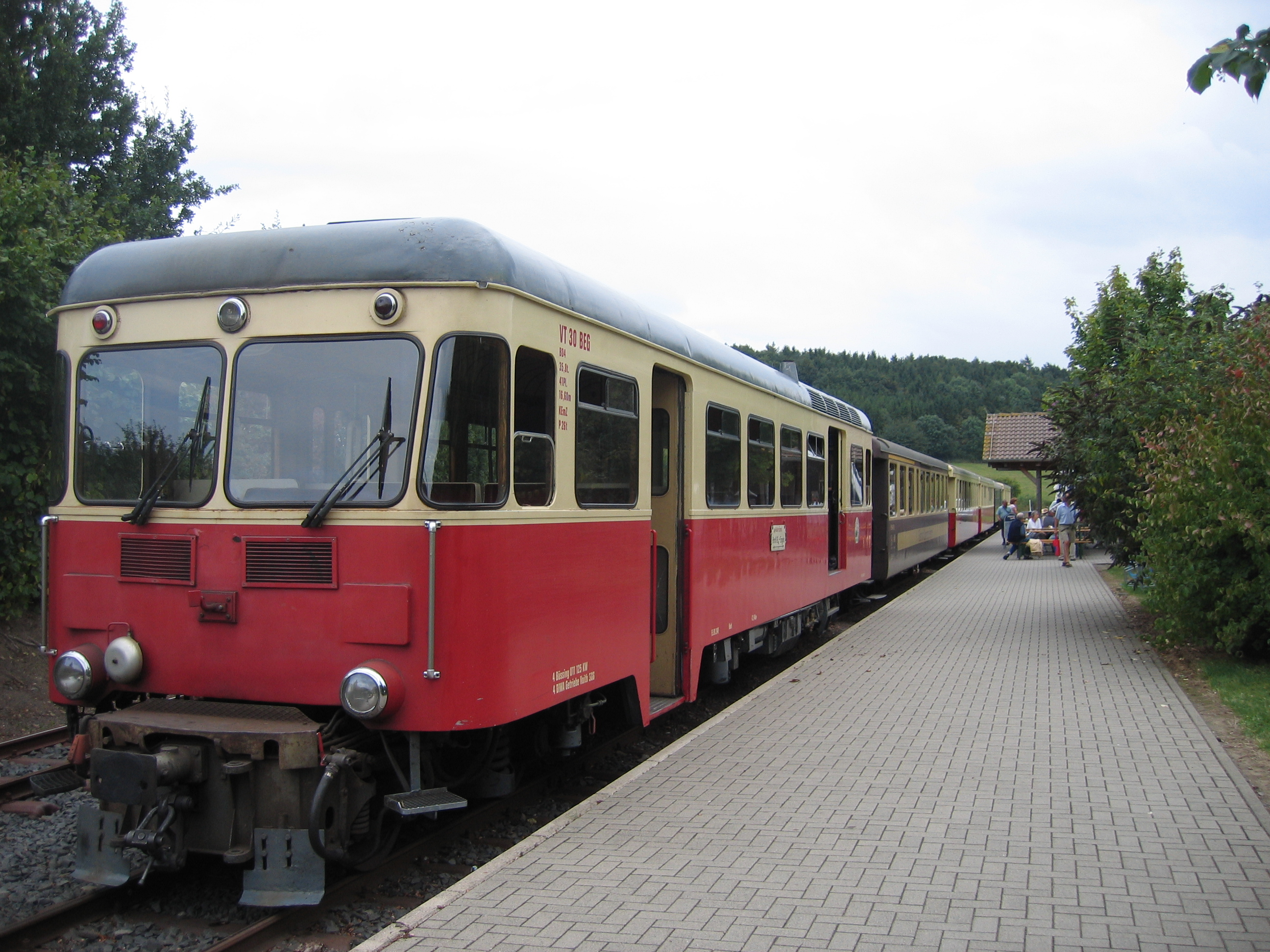
Fuchs-Triebwagen VT 30, Baujahr 1956, z. Zt. bei der Brohltalbahn

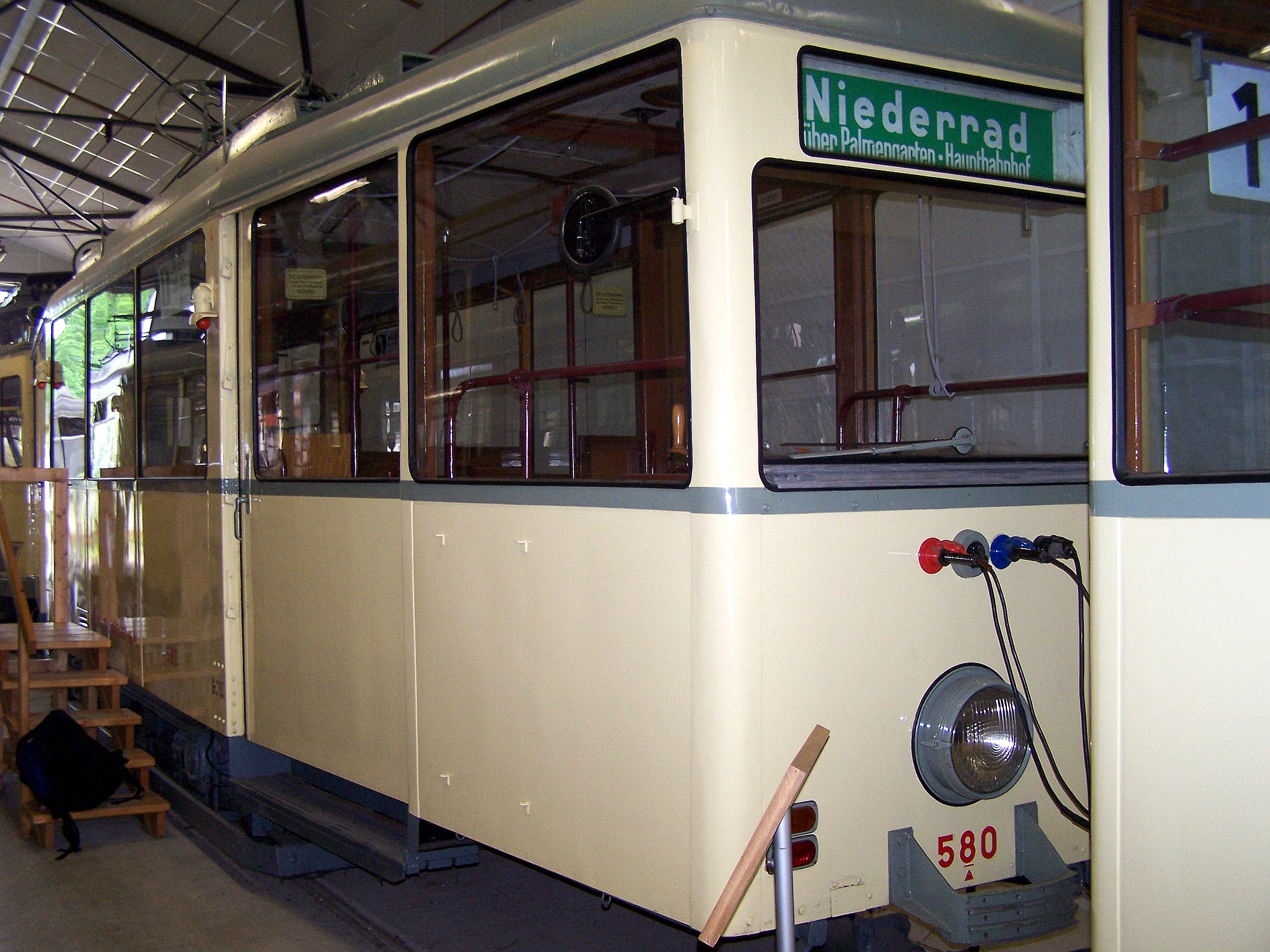
KSW von Fuchs (J-Triebwagen 580) im Frankfurter Verkehrsmuseum

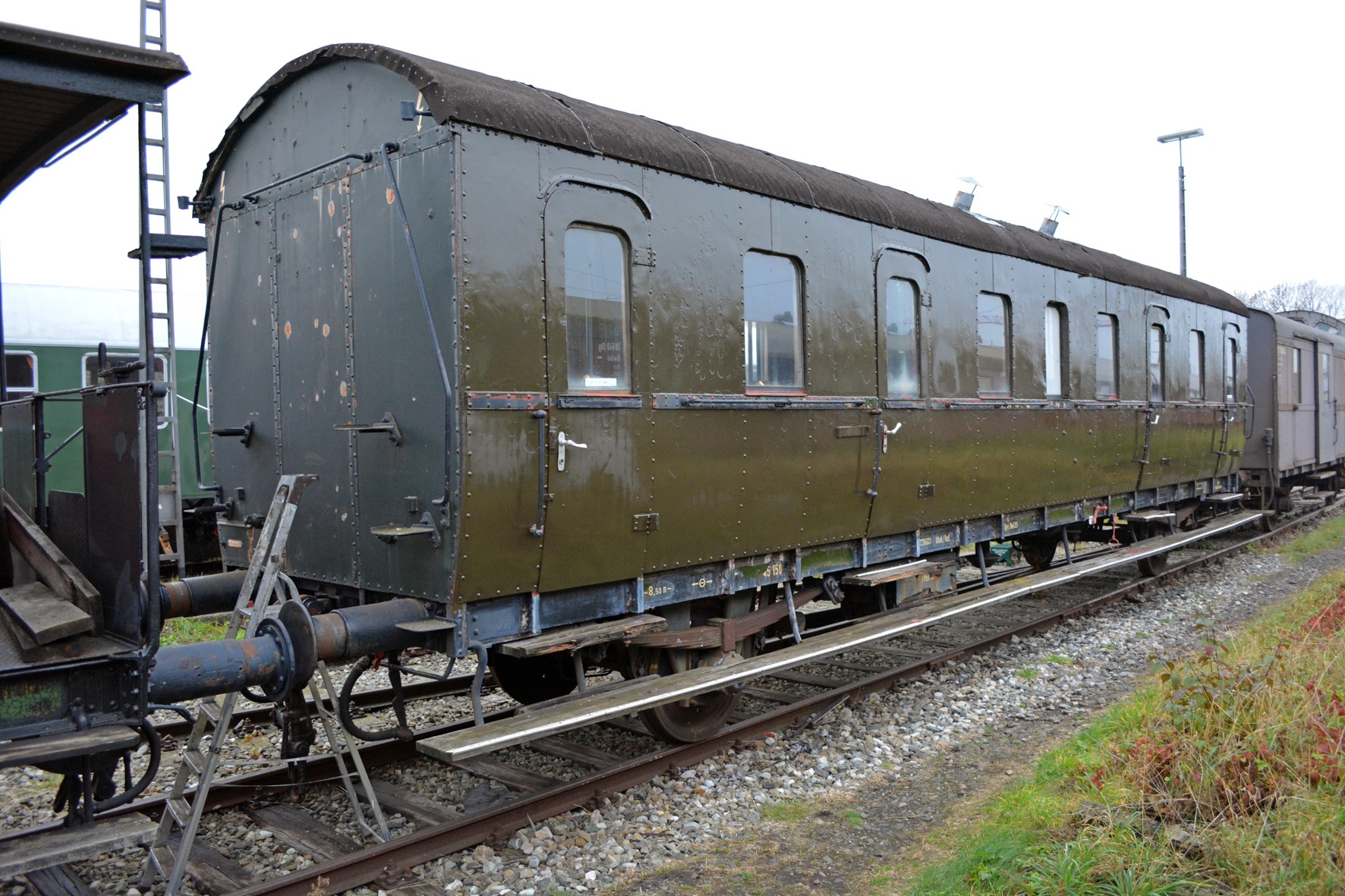
Abteilwagen 4. Klasse der DRG im Bayerischen Eisenbahnmuseum in Nördlingen

Die Waggonfabrik Fuchs, auch Wagen-Fabrik H. Fuchs war ein deutsches Unternehmen mit Sitz in Heidelberg, das von 1862 bis 1957 Schienenfahrzeuge, Brücken und sonstigen Eisenbahnbedarf, hauptsächlich jedoch Eisenbahnwagen und Straßenbahnen herstellte.

## Geschichte
Die 1844 von Johann Schäfer in Heidelberg gegründete Waggonfabrik südlich des Hauptbahnhofs in der Weststadt wurde nach dessen Tod 1861 an Heinrich Fuchs verkauft, der am 2. April 1862 die Waggonfabrik Heinrich Fuchs gründete. Ebenfalls noch 1862 wurde die Waggonfabrik Hartmann & Lindt übernommen, die ab 1845 in der Heidelberger Altstadt eine Lok für die badische Staatsbahn gebaut hatte.
Nach dem Tod von Heinrich Fuchs übernahm 1884 sein Sohn Karl Fuchs das Unternehmen. Eine Erweiterung um zwei neue Werkhallen genehmigte die Stadt Heidelberg ihm im Jahr 1897 nur auf Widerruf, da sie es zum Umzug bringen wollte. Auch aufgrund der geplanten Verlegung des Hauptbahnhofs wurde die Fabrik bis 1902 in den damaligen Nachbarort und heutigen Stadtteil Rohrbach auf ein 14 hm2 großes Gelände am dortigen Bahnhof verlegt. Die Umwandlung zur Aktiengesellschaft unter der Firma H. Fuchs Waggonfabrik AG erfolgte 1899. Das Unternehmen hatte damals etwa 800 Mitarbeiter. Neben Eisenbahnwagen wurden in der Anfangszeit auch Brücken und andere Teile für Eisenbahnanlagen gebaut. Hauptabnehmer der Waggons waren bis zum Ersten Weltkrieg die Badischen Staatseisenbahnen, darüber hinaus wurden auch andere Staats- und Privatbahnen beliefert. Nach anderen Quellen erfolgte der Börsengang des Unternehmens im Jahr 1908.
Ab etwa 1901 begann die Produktion von Straßenbahnen. Abnehmer waren unter anderem die Elektrische Straßenbahn Heidelberg–Wiesloch, Heidelberger Straßen- und Bergbahn (HSB), Oberrheinische Eisenbahn-Gesellschaft (OEG), Rhein-Haardtbahn (RHB). Auch U-Bahn-Züge für die Berliner U-Bahn sowie der Gläserne Zug wurden gefertigt. Ein Höhepunkt war in den 1930er Jahren der Bau (zumindest einiger Waggons) des persönlichen Sonderzugs von Hermann Göring, bei dessen Innenausbau die edelsten exotischen Hölzer Verwendung fanden, die man bekommen konnte (z. B. Palisander und sehr seltene Mahagoni-Arten).
Den Ersten und den Zweiten Weltkrieg überstand das Unternehmen nur mit großen Verlusten, mehrfach mussten nahezu alle Arbeiter entlassen oder der Betrieb eingestellt werden. Nach dem Krieg hatte das Unternehmen mit etwa 1200 Mitarbeitern im Jahr 1925 die Hälfte der Mitarbeiter verloren. Teilweise wurde versucht, auf andere Produkte wie Sattelschlepper oder Bagger auszuweichen, was jedoch nur wenig Erfolg brachte.
Von 1919 bis 1922 wurden mehrere neue Werkhallen für den Bau von Reisezugwagen mit stählernen Wagenkästen errichtet.
1921 wurde die Waggonfabrik Fuchs Mitglied der Eisenbahnwagen-Liefergemeinschaft GmbH (EISLIEG) mit Sitz in Düsseldorf, zusammen mit den Waggonbau-Unternehmen Dessauer Waggonfabrik, Düsseldorfer Eisenbahnbedarf vorm. Carl Weyer & Co., Siegener Eisenbahnbedarf, Waggonfabrik Uerdingen und Wegmann & Co. Später traten auch die Waggon- und Maschinenbau AG (WUMAG) in Görlitz und die Gottfried Lindner AG in (Halle-)Ammendorf dem Verbund bei. Dieser Waggonbau-Konzern war mit einer Produktionskapazität von jährlich 18.000 bis 20.000 Fahrzeugen die größte und leistungsfähigste Gruppe innerhalb der deutschen Waggonbau-Industrie.
Mit Hilfe der Waggonfabrik Gebr. Schöndorff wurde 1929 eine Insolvenz des Unternehmens verhindert. Ende August hatte es wieder ein fünffaches der etwa hundert Mitarbeiter, die Anfang des Jahres 1929 noch vorhanden waren.
Die Waggonfabrik Fuchs beschäftigte während des Zweiten Weltkriegs diverse Zwangsarbeiter. Am 8. Mai 1944 wurden fünf sowjetische Zwangsarbeiter hingerichtet; dies war 2015 Anlass für die Errichtung eines Mahnmals auf dem ehemaligen Fabrikgelände.
Ab 1944 bis 1949 lieferte die Waggonfabrik 30 sogenannte Kriegsstraßenbahnen Type A  an die Verkehrsbetriebe Wien.
Die 1930 von der Vereinigung Westdeutscher Waggonfabriken AG (Westwaggon) übernommene Aktienmehrheit wurde 1940 an die Dillinger Hütte verkauft, die wegen ihrer Lage im Saarland 1957 die Anteile an Fuchs zur Devisenbeschaffung an die International Harvester Company verkaufte, die die Produktion auf Mähdrescher umstellte. 1983 wurde die Fabrik an die Dresser Europe SA verkauft, und 1989 weiter an die Furukawa Group. 1995 wurde die Produktion im Rohrbacher Werk eingestellt und es nur noch als Auslieferungslager genutzt. Auf einem etwa 100.000 Quadratmeter großen Gelände der ehemaligen Waggonfabrik Fuchs entstand ab 2001 die Wohnsiedlung „Quartier am Turm“.
Als der letzte Generaldirektor Heinrich Fuchs, Ehrenbürger von Heidelberg, 1970 starb, war die Unternehmerfamilie im Mannesstamm ausgestorben. In Heidelberg-Rohrbach ist eine Straße vom ehemaligen Werksgelände zum Zentrum nach Heinrich Fuchs benannt.